# اولیویر تسایدلر
اولیویر تسایدلر (به آلمانی: Oliver Zeidler) (تلفظ در آلمانی: [ˈɔlɪvɐ ˈtsaɪdlɐ]؛ زادهٔ ۲۴ ژوئیه ۱۹۹۶) قایقران روئینگ و شناگر سابق اهل آلمان است. او قهرمان المپیک و جهان در بخش پاروی تک‌نفرهٔ مردان است که اولین بار این عنوان را در مسابقات قهرمانی روئینگ جهان ۲۰۱۹ کسب کرد و در مسابقات سال‌های ۲۰۲۲ و ۲۰۲۳ از این عنوان دفاع کرد. او همچنین قهرمان بازی‌های جهانی ۲۰۲۳ در بخش روئینگ داخل سالن در کلاس ۲۰۰۰ متر مردان است. تسایدلر در بازی‌های المپیک تابستانی ۲۰۲۲ مدال طلا را کسب کرد.

## خانواده
تسایدلر در سال ۱۹۹۶ به دنیا آمد. او در یک خانوادهٔ قایقران به دنیا آمده است، پدربزرگش هانس-یوهان فربر، مدال‌آور دوگانهٔ المپیک (طلای ۱۹۷۲ و برنز ۱۹۷۶، هر دو در مادهٔ قایقرانی چهار نفره) است. پدربزرگ او، خواهرش ماری (متولد ۱۹۹۹) را تمرین می‌دهد که در مسابقات قهرمانی جوانان روئینگ جهان ۲۰۱۶ و ۲۰۱۷ مدال‌هایی کسب کرده است. اولیور تسایدلر تحت نظر پدرش، هاینو تسایدلر، که خود قایقران سابق و قهرمان جهان در ردهٔ جوانان و نمایندهٔ ارشد قایقرانی آلمان در دههٔ ۱۹۹۰ بود، تمرین می‌کند. خانوادهٔ تسایدلر در اردینگ زندگی می‌کنند. عمه‌اش، یودیت تسایدلر، مدال‌آور طلا و برنز المپیک در قایقرانی است و عمه‌اش با ماتیاس اونگماخ، که خود دو بار در المپیک شرکت کرده، ازدواج کرده است.

## شنا
تسایدلر دارای قد ۲٫۰۳ متر (۶ فوت ۸ اینچ) است. او شنا را از سن هفت سالگی آغاز کرد. در مسابقات قهرمانی سال ۲۰۱۵ آلمان در برلین، او مدال طلا در رشتهٔ ۱۰۰ متر آزاد مردان برای رقابت سال ۱۹۹۶، مدال نقره برای همان عملکرد در دستهٔ آزاد (سال‌های ۱۹۹۴ تا ۱۹۹۶)، و مدال برنز در ۲۰۰ متر آزاد را کسب کرد. او در فوریهٔ ۲۰۱۷ فعالیت حرفه‌ای خود در شنا را پایان داد.

## قایقرانی
تسایدلر در سپتامبر ۲۰۱۶ به قایقرانی علاقه‌مند شد و برای اولین بار قایق یک‌نفره را که خواهرش در آن تمرین می‌کرد، امتحان کرد. کمتر از یک سال بعد، تسایدلر در کلاس ۲۰۰۰ متر آزاد مردان در قایقرانی داخل سالن در مسابقات جهانی ۲۰۱۷ در وروتسواف، لهستان به قهرمانی رسید. در ماه قبل، تسایدلر در مسابقات قهرمانی زیر ۲۳ سال آلمان در قایق یک‌نفره به مقام سوم رسیده بود.
اولین مسابقهٔ بین‌المللی قایقرانی تسایدلر، جام جهانی روئینگ ۲۰۱۸ در بلگراد بود. او در آن زمان تنها چهارمین مسابقهٔ خود را در مسیر قایقرانی انجام داده بود. در فینال A، او با کسب مدال برنز در قایق یک‌نفرهٔ آزاد مردان، با رقبا، قهرمان جهان چک اوندژی سینک و قهرمان سوئیس رومان رولی، به رقابت پرداخت و شگفتی‌آفرین شد. در مسابقات جام جهانی روئینگ، چک‌ها و سوئیسی‌ها در مسابقه حاضر نبودند و تسایدلر دوباره مدال برنز را کسب کرد، این بار با رقابت با قهرمان نیوزیلند رابی مانسون و قهرمان آلمان تیم اوله ناسکه. در مسابقهٔ جام جهانی روئینگ، تسایدلر مدال نقره را کسب کرد، باز هم با رقابت با مانسون. اما مهم‌تر از آن، هموطن آلمانی او ناسکه در آن مسابقه در مکان ششم قرار گرفت که به این ترتیب تسایدلر به عنوان نمایندهٔ قایق یک‌نفرهٔ آلمان در مسابقات سال ۲۰۱۸ انتخاب شد. او در فینال A مسابقات جهانی ۲۰۱۸ قرار گرفت اما در نهایت ششم شد.
سال ۲۰۱۹ سال درخشش تسایدلر به عنوان یک قایق‌ران یک‌نفره بود. او در مسابقات قهرمانی اروپا به مدال طلا رسید، در جام جهانی در پوزنان مدال طلا گرفت و سپس در جام جهانی در روتردام در جایگاه ۱۳ قرار گرفت. در مسابقات جهانی ۲۰۱۹ در اوتنشیم، او در تمامی مسابقات مقدماتی خود پیروز شد و سپس در فینال A یکی از نزدیک‌ترین و دشوارترین رقابت‌های قایق‌رانی جهانی را تجربه کرد. تسایدلر در علامت ۵۰۰ متر پیش بود اما رقیبش سِوِری نیلسون و استف برونینک در دو علامت بعدی پیشی گرفتند که تسایدلر در آن زمان در جایگاه چهارم و سپس سوم قرار داشت. تسایدلر به برنامه مسابقه خود پایبند ماند و تلاش‌های طولانی‌مدت او در آب باعث شد تا در آخرین ضربه‌های خود از رقبای خود پیشی گیرد، در پایانی که پنج قایق‌رانی برتر تنها با اختلاف ۱ ثانیه از یکدیگر جدا شدند.
در سال ۲۰۲۳، او سومین Diamond Challenge Sculls (مهم‌ترین رویداد برای قایق‌های یک‌نفره) را در مسابقات قایق‌رانی سلطنتی هنلی برنده شد.
در سال ۲۰۲۴، تسایدلر فصل مسابقات المپیک را با پیروزی در جام جهانی روئینگ که در واره، ایتالیا، در تاریخ ۱۴ آوریل برگزار شد، آغاز کرد. در پایان آوریل ۲۰۲۴، تسایدلر در مسابقات قهرمانی روئینگ اروپا در شِگِد، مجارستان، مدال طلا را کسب کرد. در ژوئیه، او چهارمین مدال Diamond Sculls را در Henley به دست آورد.